# Принцип задоволення
У фройдистському психоаналізі принцип задоволення (нім. Lustprinzip, англ. Pleasure principle) — це інстинктивний пошук задоволення і уникання болю для задоволення біологічних і психологічних потреб. Зокрема, принцип задоволення є керівною силою Ід (Воно). Його протиставленням є принцип реальності.

## Два принципи
Фройд протиставляв принцип задоволення аналогічній концепції принципу реальності, який описує здатність відкласти задоволення бажання на потім, поки обставини реальності не дозволяють задовольнити його негайно. В ранньому дитинстві Ід (Воно) керує поведінкою людини, підкоряючись лише принципу задоволення. Люди в цьому віці шукають тільки негайного задоволення, прагнучи задовольнити такі бажання, як голод і спрага, а в пізнішому віці Ід прагне сексу.
Зрілість означає навчитися терпіти біль відкладеного задоволення. Фройд стверджував, що «Еґо, виховане таким чином, стало «розумним»; воно більше не дозволяє керувати собою принципу задоволення, а підкоряється принципу реальності, який також у своїй основі прагне отримати задоволення, але задоволення, яке забезпечується з урахуванням реальності, навіть якщо це задоволення, відкладене та зменшене».